# Курорт-Дарасунське міське поселення
Куро́рт-Дарасу́нське міське поселення (рос. Курорт-Дарасунское городское поселение) — міське поселення у складі Каримського району Забайкальського краю Росії.
Адміністративний центр — селище міського типу Курорт-Дарасун.

## Населення
Населення міського поселення становить 2820 осіб (2019; 3190 у 2010, 3545 у 2002).

## Склад
До складу міського поселення входять:
| Населений пункт                      | Населення, осіб (2002) | Населення, осіб (2010) |
| ------------------------------------ | ---------------------- | ---------------------- |
| Каланга, село                        | 122                    | 70                     |
| Курорт-Дарасун, селище міського типу | 3423                   | 3120                   |